# Carlos Canário
Carlos Augusto Ribeiro Canário (Portalegre, 10 febbraio 1918 – 7 settembre 1990) è stato un calciatore portoghese, di ruolo centrocampista.

## Carriera

### Nazionale
Ha collezionato 10 presenze con la propria Nazionale.